# Miconia ayacuchensis
Miconia ayacuchensis  es una especie de planta con flor en la familia de las Melastomataceae. 

## Distribución y hábitat
Es endémica de Perú; arbusto, conocido solo de una localidad en la cuenca del río Apurímac, en una cordillera frente a la de Vilcabamba. La población conocida habitaba matorrales ecotonales con el límite superior del bosque montano. Deforestación e incendios intencionales son amenazas de destrucción de hábitat.

## Taxonomía
Miconia abbreviata fue descrita por Wurdack y publicado en Phytologia 23(5): 497–498. 1972.
Etimología
Miconia: nombre genérico que fue otorgado en honor del botánico catalán Francisco Micó.
ayacuchensis: epíteto geográfico que alude a su localización en Ayacucho.